# Larisa Kurikša
Larisa Michajlovna Kurikša, coniugata Zarudnaja (in russo Лариса Михайловна Курикша-Зарудная?; 1º giugno 1963), è un'ex cestista sovietica.

## Carriera
Con l'Unione Sovietica ha disputato i Campionati del mondo del 1986 e due edizioni dei Campionati europei (1983, 1985).